# Vhaeraun
Nell'ambientazione Forgotten Realms del gioco di ruolo Dungeons & Dragons, Vhaeraun è uno degli dei del pantheon drow. È conosciuto anche come Il Signore Mascherato e Il Dio Mascherato della Notte.
Dio degli assassini, dei ladri e delle ombre danzanti, aspira a portare i drow in superficie per conquistarla. 
Il suo simbolo è formato da due lenti di vetro nero che formano una maschera. 
È figlio di Lolth e di Corellon Larethian, ed è fratello di Eilistraee.